# Palais Albrizzi
Pour les articles homonymes, voir Albrizzi.
Ne doit pas être confondu avec Palais Albizi.
Le palais Albrizzi est un palais de Venise, dans le sestiere de San Polo (N.A.4118), quartiere di Sant'Aponal.

## Historique
La famille Albrizzi, originaire de Bergame s'installe à Venise au XVIe siècle. En 1648, elle acquiert la partie détenue par la famille Bonomo dans le palais de Sant'Aponal. En 1692, le palais devient la propriété exclusive de la famille Albrizzi, Gianbattista, Antonio, Joseph, Alexandre et son fils, en guise de dot à la suite d'un mariage avec un membre de la famille patricienne Capello. Le palais est embelli en 1771, et quelques maisons qui masquent la façade de la terre sont détruites, avant de former le Campiello Albrizzi.
De 1690 à 1710, l'intérieur du palais est embelli avec des décors en stuc (école Tiepolesca).
À partir de 1971, l'association culturelle italo-germanique de Venise (Associazone culturale italo-tedesca ou ACIT Venise) reprend la gestion des lieux. Lors de la 58e biennale de Venise, le palais accueille les pavillons du Guatemala, de la République dominicaine, et des Grenades.

## Situation
Le palais est limité au nord-est par le Ramo Albrizzi, et au nord-ouest par le rio de San Cassan. La façade principale sur terre donne au sud-est sur le Campiello Albrizzi.

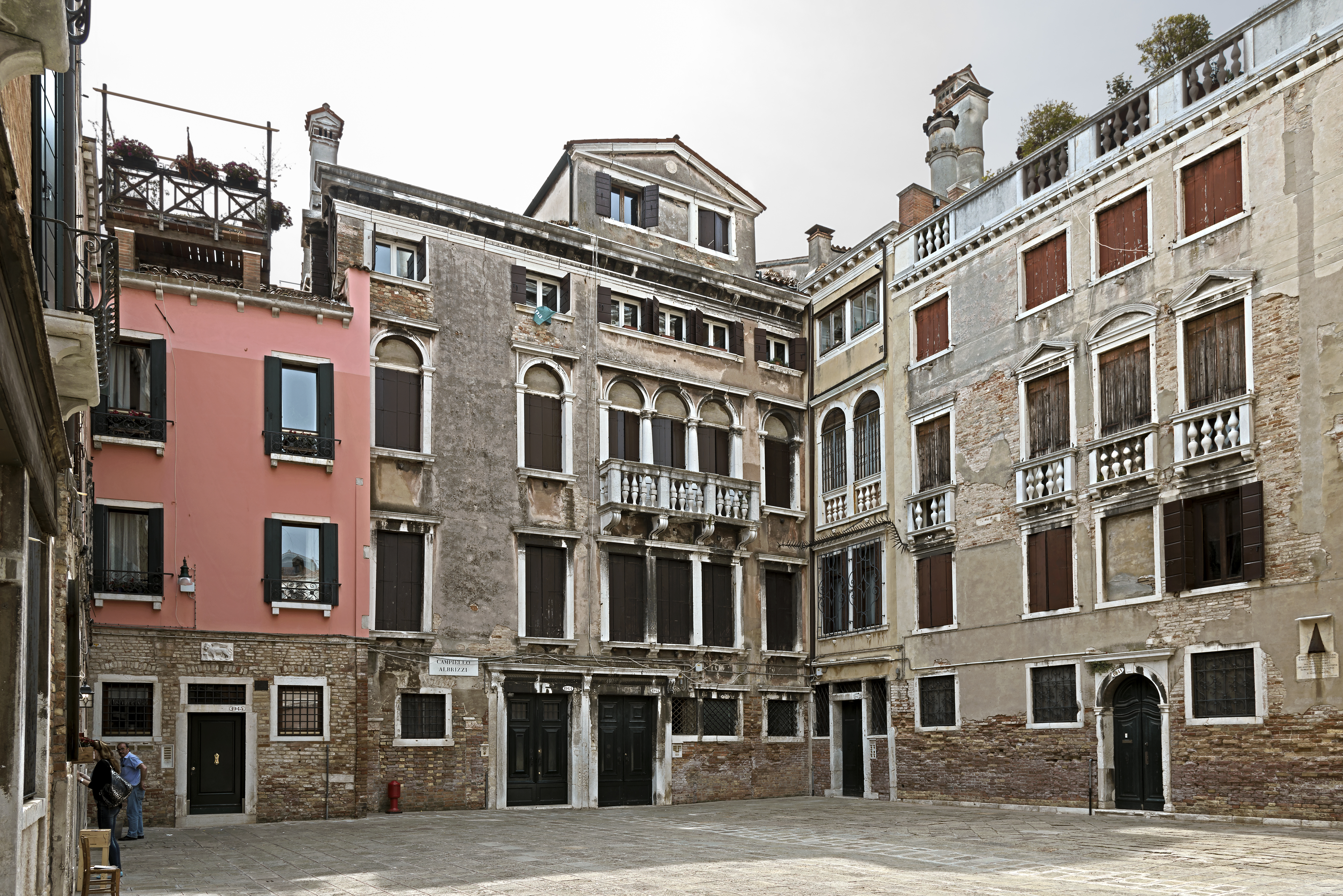
Le campiello Albrizzi
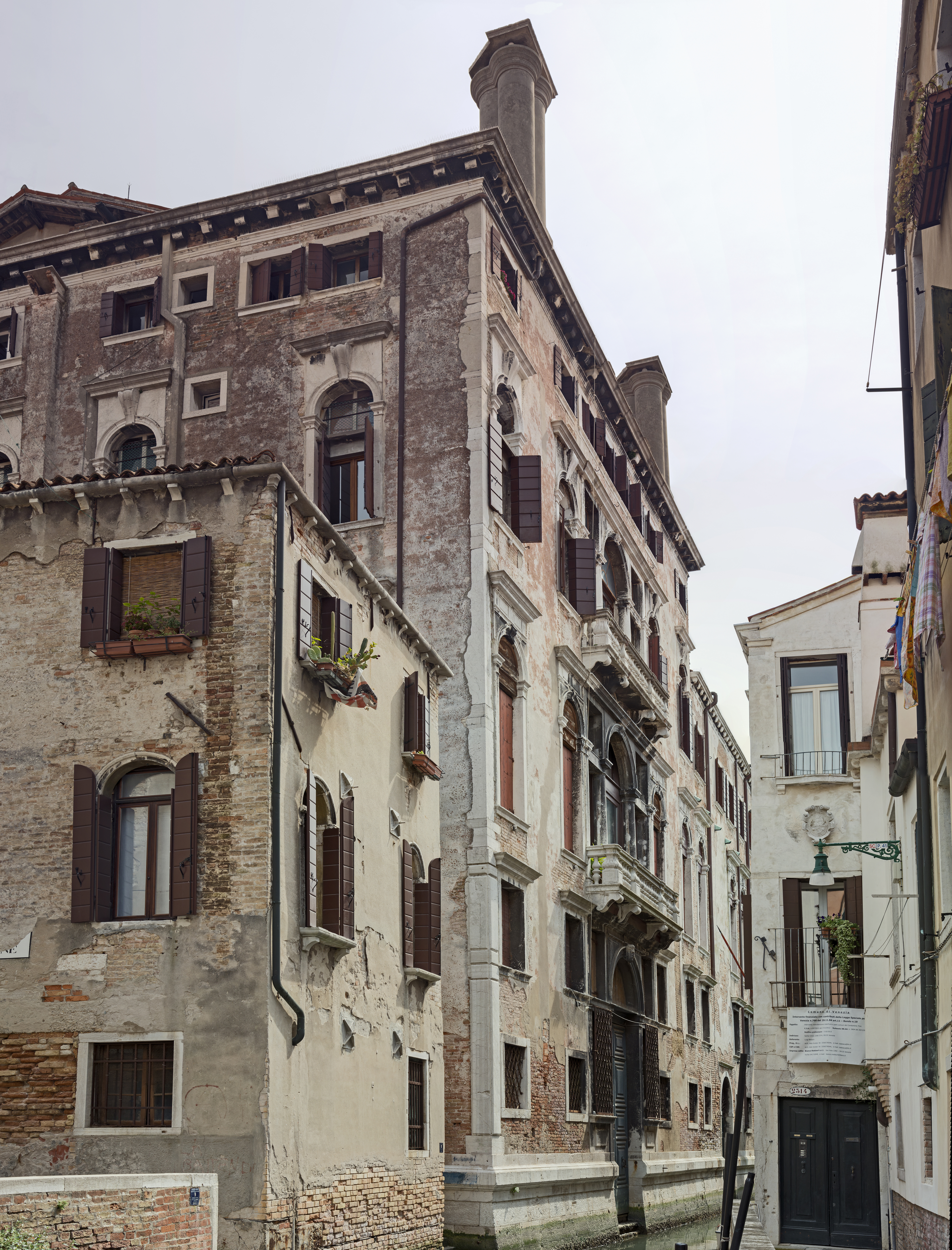
Façade sur le Rio di San Canciano

## Description
Le palais reprend la base structurelle du Fontego dei Tedeschi.
Au XIXe siècle, Giuseppe Borsato y réalisa des cycles décoratifs de style Empire, en compagnie de Silva.
Le jardin du palais offre une atmosphère romantique avec un petit pont qui relie le palais à la tourelle néo-gothique de la bâtisse.
Le palais est géré par l'association culturelle italo-germanique de Venise (Associazone culturale italo-tedesca ou ACIT Venise).

## Dépictions artistiques
- Palazzo Albrizzi, Antonella Brandeis (1848-1926), 1900